# Ferahşad Hatun
Muhtereme Ferahşad Hatun (turco ottomano: محترمہ خاتون فرخشاد, lett. "onore" e "felicità"; ... – Bursa, 1530) è stata una concubina e una consorte del sultano ottomano Bayezid II.

## Biografia
Non si conosce la sua data di nascita, il suo nome o la sua origine. 
Entrò nell'harem di Bayezid quando questi era ancora uno Şehzade e governatore di Amasya. Qui le venne dato il nome turco-persiano Muhtereme Ferahşad. Diede a Bayezid un figlio, Şehzade Mehmed, intorno al 1486, ultimo figlio maschio di Bayezid. Lo storico contemporaneo Kemalpaşazade commentò la sua nascita, affermando che era un "sostituto" (bedel) per il suo fratellastro recentemente scomparso, Şehzade Abdullah (morto nel 1483, figlio di Şirin Hatun e primogenito maschio di Bayezid).
Alla salita al trono di Bayezid, i suoi figli ricevettero incarichi come governatori di province. Mehmed fu inviato a Kefe nell'ultimo decennio del '400, e sua madre, come da tradizione, lo seguì. Purtroppo, Mehmed morì prematuramente nel 1504, e Ferahşad dovette ritirarsi a Bursa.
Si dedicò alla filantropia, facendo donazioni a strutture religiose di Silivri e Costantinopoli. 
Morì nel 1530 e fu sepolta nel Complesso Muradiye di Bursa, accanto al figlio.

## Discendenza
Da Bayezid II, Ferahşad ebbe un figlio:
- Şehzade Mehmed (Amasya, 1484 - Kefe, dicembre 1504). Nel 1504 sposò una principessa Giray del khanato di Crimea, Ayşe Hatun (che in seguito sarebbe stata consorte del suo fratellastro Selim I), figlia di Menli I Giray, e aveva tre figli da madre sconosciuta, Fatma Sultan (1500 - 1566), Şehzade Alemşah e Şehzade Mehmed (1505, postumo - 1513, giustiziato da Selim I).